# 24308 Cowenco
24308 Cowenco (1999 YC9) là một tiểu hành tinh vành đai chính được phát hiện ngày 29 tháng 12 năm 1999 bởi G. Hug và G. Bell ở Farpoint Observatory.